# Spathuliger rodriguezensis
Spathuliger rodriguezensis là một loài bọ cánh cứng trong họ Cerambycidae.